# Stanislas Touchet
Stanislas-Arthur-Xavier Touchet (13 de novembro de 1848 - 23 de setembro de 1926) foi um prelado francês da Igreja Católica Romana que serviu como bispo de Orléans de 1894 até sua morte, e tornou-se cardeal em 1922.

## Biografia
Stanislas Touchet nasceu em Soliers e estudou no Seminário de Saint-Sulpice, em Paris . Ele foi ordenado ao sacerdócio em 13 de Junho 1872, e depois fez pastoral trabalho nos Arquidiocese de Besançon até 1894.
Em 18 de maio de 1894, Touchet foi nomeado bispo de Orléans pelo papa Leão XIII . Ele recebeu sua consagração episcopal no dia 15 de julho do bispo Flavien-Abel Hugonin, com os bispos Abel-Anastase Germain e Charles-Bonaventure Theuret servindo como co-consagradores , na Catedral de Besançon .
Depois de se tornar um assistente no Trono Pontifício em 19 de junho de 1922, Touchet foi criado Cardeal Sacerdote de Santa Maria Sopra Minerva pelo Papa Pio XI no consistório de 11 de dezembro do mesmo ano. Ele serviria como bispo de Orléans por um período de trinta e dois anos.
Ele morreu em Orléans, aos 77 anos, e está enterrado em sua catedral .